# Columbiophasma coriacea
Columbiophasma coriacea är en insektsart som först beskrevs av Ludwig Redtenbacher 1906.  Columbiophasma coriacea ingår i släktet Columbiophasma och familjen Pseudophasmatidae. Inga underarter finns listade i Catalogue of Life.